# Coprotinia minutula
Coprotinia minutula är en svampart som beskrevs av Whetzel 1944. Coprotinia minutula ingår i släktet Coprotinia och familjen Sclerotiniaceae.   Inga underarter finns listade i Catalogue of Life.